# AC Connecticut
Der AC Connecticut ist ein US-amerikanisches Fußball-Franchise mit Sitz in Newtown im Bundesstaat Connecticut. Die Mannschaft spielt derzeit in der USL League Two.

## Geschichte
Der Klub wurde am 21. Dezember 2011 als PDL-Team unter dem Namen Connecticut FC Azul gegründet. Die Mannschaft nahm ab der Saison 2012 an der PDL teil und wurde innerhalb der Eastern Conference in die Northeast Division eingruppiert. Mit 23 Punkten erreichte das Team nach ihrer ersten Regular Season den fünften Platz. In der Saison 2014 gelang dann mit 30 Punkten als Zweiter erstmals das Erreichen der Playoffs. Im Inter-Divisional Playoff schlug man dann den Reading United AC, musste sich im Conference Semifinal aber Jersey Express SC mit 0:2 geschlagen geben. Nach dieser Saison wurde bekannt gegeben, dass das Franchise einen neuen Namen erhält, bedingt durch einen neuen Besitzer und einer neuen Eigenständigkeit, vom bestehenden Connecticut FC firmierte man ab nun unter dem Namen AC Connecticut. In der Folgesaison verpasste man erst einmal wieder die Playoffs und dies zog sich auch über die nächsten Spielzeiten hinaus weg, mündete am Ende in der Saison 2019 mit nur neuen Punkten am Ende der Regular Season auf dem letzten Platz.
Bedingt durch die Covid-19-Pandemie wurde dann keine Saison 2020 ausgetragen. Vor dem Start der Saison 2021 wurde noch eine Partnerschaft mit dem USLC-Franchise Hartford Athletic verkündet, mit der eine koordinierte Ausbildung der eigenen besser vonstattengehen soll. Auch die Saison 2021 schloss man anschließend mit nur fünf Punkten als Letzter in der Division ab.